# Karina Dohme
Karina Dohme (Americana, 14 de maio de 1985) é uma atriz brasileira.

## Carreira
Em 1991 começou a estudar teatro infantil e em 1992 iniciou a carreira como apresentadora no programa infantil Entre Crianças, na  TV Todo Dia de Americana, no interior de São Paulo, onde ficou por dois anos. Em 1995, aos dez anos, estreou no teatro na versão da peça teatral Sonho de uma Noite de Verão, original de William Shakespeare, interpretando o elfo Puck. Nos anos seguintes esteve no musical A Flauta Mágica e nas montagens das peças Alice no País das Maravilhas, como a gata Dinah, Férias de Verão, como Sarah, e em O Palhaço Pimpim, interpretando pela primeira vez o personagem central.
Entre 1991 e 1998 faz mais de 80 campanhas publicitárias, de grandes marcas como Sadia, Estrela, Kinder Ovo, Perdigão, Melissa, Banco do Brasil, C&A, dentre elas a campanha intitulada "Portas" para Bombons Garoto, que foi vencedora do prêmio "Profissionais do Ano" 
Em 1998 estreia na televisão no especial de Natal da dupla Sandy e Júnior como a vilã Suellen, em 1999 depois de 6 etapas nas seletivas de testes é aprovada para integrar o elenco do seriado Sandy & Júnior, da Rede Globo, interpretando Beth, uma garota cômica com o raciocínio lento, que sempre se enfiava em confusões por não conseguir guardar segredos ou falar coisas absurdas em momentos errados. A atriz ficou na série por quatro temporadas, até o final de 2002 quando o seriado chegou ao fim. Logo após integrou o elenco da peça teatral Preciso Dizer que Te Amo. . 
Em 2005 entrou para a décima segunda temporada do seriado Malhação, interpretando Carina. Nos anos seguintes realizou participações especiais nos seriados Sob Nova Direção, A Diarista e Faça Sua História, além de interpretar Vani na peça Índigo e Blues. Em 2007 se forma em Psicologia.  
Em 2008 passa a integrar o elenco do humorístico A Turma do Didi, ficando por três temporadas. Na mesma época, intercala outros trabalhos, e entra para o elenco de Viver a Vida interpretando Ísis, melhor amiga da garota de programa Myrna. Em 2011, após o fim do programa de Renato Aragão, faz entra na segunda metade da novela Insensato Coração, onde interpreta Jéssica Silva, uma aspirante à celebridade e rival da personagem de Deborah Secco. No mesmo ano protagoniza alguns episódios da sitcom Os Anjos do Sexode Domingos de Oliveira da Band. 
Em 2012 faz uma participação na minissérie Dercy de Verdade na Rede Globo. Em 2012 ganha destaque ao integrar o elenco principal da terceira temporada do seriado Os Caras de Pau como a sul rio-grandense Ritinha Müller, namorada do protagonista, ficando até o ano seguinte. Em 2013 se torna repórter do Domingão do Faustão, apresentando um quadro sobre animais exóticos e selvagens. Em 2014 é convidada para entrar no elenco do programa de humor Zorra Total, interpretando semanalmente a ex-milionária Marilu de Almeida Nóbrega, dentro do quadro do metrô. Na mesma época retorna ao teatro na peça Amiga, Vamos ao Banheiro?. em que é co-autora. 
Em 2015, com o fim do programa, é transferida para o Zorra, atração baseada em esquetes rápidas de humor . Em 2016 faz uma participação em Totalmente Demais como a farsante Helga. Em 2021 é convidada para a novela Quanto Mais Vida, Melhor interpretando a golpista Teca.

## Vida pessoal
Filha de um alemão, em 2007, formou-se na faculdade de Psicologia. Em 2019 casou-se com o empresário Lucas Camargo. No mesmo ano, tornou-se vegetariana. Em 2016, abriu sua empresa de produtos saudáveis, o Quinoa Natural.

## Filmografia

### Televisão
| Ano     | Título                    | Personagem                | Nota                                                                 |
| ------- | ------------------------- | ------------------------- | -------------------------------------------------------------------- |
| 1992–94 | Entre Crianças            | Apresentadora             |                                                                      |
| 1998–02 | Sandy & Junior            | Elizabeth Pimentel (Beth) |                                                                      |
| 2005    | Malhação                  | Carina                    | Episódio: "17 de junho"                                              |
| 2005    | Sob Nova Direção          | Vendedora                 | Episódio: "Idade não tem Saudade"                                    |
| 2007    | A Diarista                | Carla                     | Episódio: "O Teu Cabelo Não Nega"                                    |
| 2007    | Malhação                  | Regininha Chicletinho     | Episódios: "14–15 de junho"                                          |
| 2008    | Faça Sua História         | Andressa                  | Episódio: "Miss Garota Suburbana"                                    |
| 2008–10 | A Turma do Didi           | Vários personagens        |                                                                      |
| 2010    | Viver a Vida              | Ísis                      |                                                                      |
| 2010    | Tal Pai, Tal Filho        | Amanda                    | Especial de final de ano                                             |
| 2011-13 | Aventuras do Didi         | Vários personagens        |                                                                      |
| 2011    | Insensato Coração         | Jéssica Silvers           | Episódio: "9 de abril"                                               |
| 2011    | Os Anjos do Sexo          | Odete                     | Episódio: "O Grande Railander"                                       |
| 2011    | Os Anjos do Sexo          | Ruth                      | Episódio: "Atração Fatal"                                            |
| 2011    | Os Anjos do Sexo          | Mirela                    | Episódio: "Outro Lado da Moeda"                                      |
| 2012    | Dercy de Verdade          | Corista                   | Episódio: "11 de janeiro"                                            |
| 2012–13 | Os Caras de Pau           | Ritinha                   | Temporada 3                                                          |
| 2013    | Domingão do Faustão       | Repórter                  |                                                                      |
| 2013    | A Grande Família          | Vanessa                   | Episódio: "O Fantasma do Pai" Episódio: "Toma Que o Filho Não é Meu" |
| 2014–15 | Zorra Total               | Marilu de Almeida Nóbrega | Temporada 15–16                                                      |
| 2015–16 | Zorra                     | Vários personagens        | Temporada 1–2                                                        |
| 2016    | Totalmente Demais         | Helga                     | Episódio: "4 de maio"                                                |
| 2017    | Tá no Ar: a TV na TV      | Beth                      | Episódio: "24 de janeiro"                                            |
| 2017    | Xilindró                  | Drª. Abelhinha            | Episódio: "O Sequestro de Sandra"                                    |
| 2021    | Quanto Mais Vida, Melhor! | Teca                      |                                                                      |
| 2024    | Os Parças - A Série       | Cinthia Maria Barolo      |                                                                      |

### Cinema
| Ano  | Título           | Personagem | Nota           |
| ---- | ---------------- | ---------- | -------------- |
| 2004 | O Dom            | Samantha   | Curta-metragem |
| 2012 | O Diário de Tati | Juliana    |                |

## Teatro
| Ano     | Título                       | Personagem |
| ------- | ---------------------------- | ---------- |
| 1995    | Sonho de uma Noite de Verão  | Puck       |
| 1996    | A Flauta Mágica              | Arautina   |
| 1996    | Alice no País das Maravilhas | Gata Dinah |
| 1998    | O Palhaço Pimpim             | Pimpim     |
| 1999    | Férias de Verão              | Sarah      |
| 2000    | Tutti-Frutti: O Musical      | Didi       |
| 2003    | Preciso Dizer que Te Amo     | Isadora    |
| 2005    | Índigo e Blues               | Vani       |
| 2009    | As Avessas                   | Malu       |
| 2013–14 | Amiga, Vamos ao Banheiro?    | Marcela    |